# هشتگ خاله سوسکه
هشتگ خاله سوسکه یک سریال فانتزی و موزیکال و عاشقانه به کارگردانی محمد مسلمی (یکی از اعضای گروه عمو فیتیله‌ای‌ها) و به تهیه‌کنندگی حسن مصطفوی است که در ۱۵ قسمت تهیه شده و از بهمن ۱۳۹۷ در شبکه نمایش خانگی پخش شد.

## بازیگران
| بازیگر           | شخصیت               |
| ---------------- | ------------------- |
| بهاره کیان‌افشار  | خاله سوسکه          |
| امیرحسین رستمی   | آقا موشه            |
| ارژنگ امیرفضلی   | حاکم                |
| لیلا بلوکات      | شهرزاد              |
| امیر کربلایی‌زاده | الاغ/خر             |
| نیلوفر رجایی‌فر   | چهل‌گیس              |
| الناز حبیبی      | شهناز               |
| الهام حمیدی      | طیاره               |
| سعید امیرسلیمانی | عمو نوروز           |
| شهین تسلیمی      | ننه حسن کچل         |
| لاله صبوری       | قدرت                |
| هدیه بازوند      | موش آهنگ‌خوان        |
| نوید گودرزی      | علی بابا            |
| محمد مسلمی       | دیو/ملک محمد        |
| پریسا رضایی      | عمه نقلی            |
| مجید شهریاری     | قارون/غول چراغ جادو |
| بهزاد رحیم‌خانی   | دزد                 |
| نیوشا مدبر       | ننه سرما            |
| سیروس حسینی‌فر    | مبارک               |
| محمد اسماعیلی    | حسن کچل             |
| شایان میرمحمدی   | گزمه                |
| شبنم آقازاده     | آشپز                |
| ترنم کرمانیان    | حبه انگور           |
| هستی اسماعیلی    | شاهدخت              |
| مانی آخشی        | منگول               |
| علیرضا زمانی     | شنگول               |
| حمید میربد       | قوچ خان             |
| عارفه شکری       | بزبز قندی           |
| فرشته ترابی      | ساحره               |
| مریم آشوری       | کدو قلقله زن        |
| هادی ولی‌لو       | گرگ                 |
| رضا فقیهی        | بقال                |
| فرید شهریاری     | قصاب                |
| اسماعیل یوسف‌پور  | قزمیت               |

## خلاصه
شهر افسانه‌ها توسط دیو بزرگ دچار طلسم تکرار می‌شود. این در حالی است که شب هزار و یکم، شهرزاد قصه‌گو به صبح رسیده و قرار است به دستور حاکم بزرگ جشن عروسی خاله سوسکه و آقا موشه برگزار شود؛ اما به خوشبختی نمی‌رسد…. داستان فیلم به گونه ی به پایان رسید که ادامه دار بودن این سریال و احتمال ساخت فصل دوم را قوت میدهد.

## پی‌نوشت‌ها
1. ↑  http://www.isna.ir/news/97102513627/
2. ↑  «نسخه آرشیو شده». بایگانی‌شده از اصلی در ۷ آوریل ۲۰۲۰. دریافت‌شده در ۷ آوریل ۲۰۲۰.